# Nemeritis obstructor
Nemeritis obstructor là một loài tò vò trong họ Ichneumonidae.